# Horní Lomany
Horní Lomany (česky dříve Horní Lom, německy Oberlohma) jsou vesnice, místní část města Františkovy Lázně v okrese Cheb v Karlovarském kraji. V roce 2011 zde žilo ve 264 domech 920 obyvatel. Vesnice tvoří s Františkovými Lázněmi jednotný celek.

## Geografie
Horní Lomany se nacházejí jeden kilometr severozápadně od centra Františkových Lázní v nadmořské výšce 460 metrů.

## Historie
První písemná zmínka o Horních Lomanech pochází z roku 1181.

## Obyvatelstvo
Při sčítání lidu v roce 1921 zde žilo 972 obyvatel, z toho 945 obyvatel německé národnosti a 27 cizozemců. K římskokatolické církvi se hlásilo 954 obyvatel a 18 k evangelické církvi.
| Rok            | 1869 | 1880 | 1890 | 1900 | 1910  | 1921 | 1930  | 1950 | 1961 | 1970 | 1980 | 1991 | 2001 | 2011 | 2021 |
| -------------- | ---- | ---- | ---- | ---- | ----- | ---- | ----- | ---- | ---- | ---- | ---- | ---- | ---- | ---- | ---- |
| Počet obyvatel | 540  | 652  | 736  | 836  | 1 151 | 972  | 1 443 | 750  | 779  | 654  | 684  | 694  | 827  | 920  | 890  |
| Počet domů     | 59   | 66   | 71   | 72   | 81    | 82   | 144   | 192  | -    | 144  | 150  | 178  | 213  | 264  | 289  |

## Obecní správa
Při sčítání lidu v letech 1850–1948 Horní Lomany byly samostatnou obcí v okrese Cheb. Od roku 1949 jsou částí města Františkovy Lázně v okrese Cheb. V letech 1850–1921 k obci patřily Krapice a v letech 1850–1929 také Mýtinka.

## Doprava
Horní Lomany leží na křižovatce silnic I/64 a I/21. Vesnicí prochází železnice na trati 148. Zastávka zde však nenachází.

## Pamětihodnosti
- kostel svatého Jakuba z roku 1740
- památník první světové války
- památník R. Josieka
- litinový kříž

## Zajímavosti
Na místním železničním přejezdu zahynul v roce 1985 zpěvák Petr Sepeši.